# Je vecht nooit alleen
Je vecht nooit alleen (sv: Du slåss aldrig ensam) är en nederländsk låt framförd av den nederländska gruppen 3JS.  
Låten valdes genom telefonröstning i Nationaal Songfestival 2011 som Nederländernas bidrag till Eurovision Song Contest 2011 den 30 januari 2011. 
Den 5 mars meddelade gruppen att man kommer framföra bidraget på engelska i Düsseldorf, då under låttiteln "Never Alone".

### Fotnoter
1. ↑  ”Arkiverade kopian”. Arkiverad från originalet den 2 februari 2011. https://web.archive.org/web/20110202070451/http://www.esctoday.com/news/read/16618. Läst 30 januari 2011.
2. ↑  ”Arkiverade kopian”. Arkiverad från originalet den 7 mars 2011. https://web.archive.org/web/20110307102838/http://www.esctoday.com/news/read/16946. Läst 5 mars 2011.